# Нильссон, Анна Квирентия
Анна Квирентия Нильссон (англ. Anna Quirentia Nilsson; 30 марта 1888 — 11 февраля 1974) — американская актриса, уроженка Швеции, добившаяся популярности в эпоху немого кино.

## Биография
Родилась в Истаде, Швеция, в 1888 году в рабочей семье, а после окончания школы работала продавцом на западе Швеции. Её второе имя Квирентия происходит от даты её рождения — 30 марта, в День Святого Квириния.
В 1905 году она иммигрировала в США, где первое время работала няней.
Вскоре она сделала успешную карьеру в модельном бизнесе, благодаря чему в 1911 году попала в кино. В последующие годы ежегодно выходило десяток фильмов в год с участием Нильссон. На студии «Kalem», где она исполнила большинство своих ролей, актриса была звездой номер один наряду с Элис Джойс. В 1920-х годах Нильссон успешно сотрудничала с «Paramount Pictures», где и достигла наивысшего успеха. В 1923 году она сыграла Шерри Мэлоут в экранизации произведения Рекса Бича «Негодяи», после чего эту роль в ремейках исполнили Бетти Компсон (1930), Марлен Дитрих (1942) и Энн Бакстер (1955).
С приходом эры звукового кино карьера Анны К. Нильссон резко пошла на спад, но в дальнейшем она продолжала играть мелкие роли до середины 1950-х годов. В 1950 году она появилась в фильме «Бульвар Сансет», где сыграла саму себя на вечере «восковых фигур» в доме Нормы Десмонд.
Анна К. Нильссон умерла от сердечной недостаточности в феврале 1974 года в небольшом городке Хамлет в Калифорнии. За свой вклад в кино актриса удостоена звезды на голливудской «Аллее славы».

## Личная жизнь и смерть
С 1916 по 1917 год Нильссон была замужем за актёром Гаем Кумбсом, и с 1922 по 1925 год за норвежско-американским торговцем обувью Джоном Маршаллом Ганнерсоном.
Она умерла 11 февраля 1974 года в Сан-Сити, штат Калифорния, от сердечной недостаточности.

## Избранная фильмография
| Год  |   | Русское название                | Оригинальное название           | Роль              |
| ---- | - | ------------------------------- | ------------------------------- | ----------------- |
| 1915 | ф | Возрождение                     | Regeneration                    | Мари Диринг       |
| 1919 | ф | Растерзанная Армения            | Ravished Armenia                | Эдит Грэм         |
| 1923 | ф | Голливуд                        | Hollywood                       | в роли самой себя |
| 1923 | ф | Ребро Адама                     | Adam’s Rib                      | миссис Рамси      |
| 1927 | ф | Соррел и сын                    | Sorrell and Son                 | Дора Соррел       |
| 1950 | ф | Бульвар Сансет                  | Sunset Boulevard                | в роли самой себя |
| 1951 | ф | Американец в Париже             | An American in Paris            | Кей Дженсен       |
| 1954 | ф | Семь невест для семерых братьев | Seven Brides for Seven Brothers | миссис Элкотт     |